# În PROfunzime
În PROfunzime este o emisiune de televiziune care a fost lansată inițial ca o rubrică în jurnal. „În profunzime” s-a transformat în timp într-o emisiune. Din 2004, prezentatoarea Lorena Bogza își primește invitații într-un studio nou, în direct. Emisiunea „În profunzime” și-a propus să analizeze pe interesul tuturor deciziile politice și viața persoanelor publice din Republica Moldova.